# Carlos Paredes (gitarist)
Carlos Paredes (Coimbra, 16 februari 1925 - Lissabon, 23 juli 2004) was een Portugese componist en gitarist. Paredes wordt gezien als een meester van de Portugese gitaar of guitarra die een belangrijke bijdrage leverde aan de ontwikkeling en populariteit van Portugese gitaarmuziek.

## Biografie
Carlos kwam uit een familie van guitarristas. Zijn grootvader Gonçalo en vader Artur speelden een belangrijke rol bij de ontwikkeling van de Portugese gitaarmuziek en de Coimbra-fadostijl. Carlos kreeg al op zijn vierde gitaarlessen van zijn vader, die hem guitarra leerde spelen in de Coimbra-stijl. Op zijn 9e verhuisde de familie van Coimbra naar Lissabon. Op zijn elfde schreef Paredes voor het eerst een eigen compositie. Paredes nam zijn eerste album op in 1957.
Carlos Paredes startte zijn loopbaan met Coimbra-fado en werd daarnaast sterk beïnvloed door klassieke muziek. Maar hij ontwikkelde een hele eigen stijl met veel improvisatie en virtuositeit. Hij liet zich hierbij niet beperken tot de traditionele rol van de guitarra als begeleidingsinstrument in fado. In plaats daarvan schreef en speelde hij instrumentale stukken en solostukken.
Daarnaast verbreedde Paredes de mogelijkheden van zijn instrument door samen te werken met musici uit diverse genres, zoals de Amerikaanse jazzbassist Charlie Haden en het Kronos Quartet. Hij schreef ook muziek voor theater en ballet en een groot aantal films. Hij werkte daarnaast met Portugese (fado)muzikanten zoals Amália Rodrigues, José Afonso, Luís Goes en Madredeus. Enkele van zijn meest bekende  en gewaardeerde werken zijn de albums Guitarra Portuguesa (1967) en Movimento Perpetuo (1971) en de filmmuziek voor Os Verdes Anos (1963).
De anti-fascistische Paredes stond kritisch tegenover het autoritaire bewind van minister-president Salazar. In 1958 werd hij lid van de verboden communistische partij. Paredes werd gearresteerd en zat 18 maanden in de gevangenis. Ondanks deze vervolging nodigde de regering hem diverse malen uit om mee te reizen met regeringsdelegaties naar het buitenland en daar op te treden. Paredes' muziek voor de film Os Verdes Anos (1963) werd een inspiratie voor het verzet tegen het Portugese bewind en de Portugese koloniale oorlogen in Afrika. Na de Anjerrevolutie (1974) werkte Paredes mee aan diverse evenementen van de communistische partij.
In 1992 werd Paredes benoemd tot Commandeur in de Orde van Sint-Jacob van het Zwaard.
De laatste elf jaar van zijn leven verbleef Paredes vanwege ziekte in een verpleegtehuis in Lissabon. Carlos Paredes overleed daar in 2004 op 79-jarige leeftijd aan leverfalen. Na zijn overlijden riep de regering een dag van nationale rouw uit.
Carlos Paredes wordt gezien als een belangrijk vernieuwer van Portugese gitaarmuziek die deze muziek verrijkte met zijn unieke stijl en virtuositeit.

## Discografie

### Albums
- Guitarra Portuguesa (1967)
- Movimento Perpétuo (1971)
- É Preciso um País (1975), met Manuel Alegre
- O Oiro e o Trigo (1980)
- Concerto em Frankfurt (1983)
- Invenções Livres (1986), met António Vitorino d'Almeida
- Espelho de Sons (1987)
- Asas Sobre o Mundo (1989)
- Dialogues (1990), met Charlie Haden
- Na Corrente (1996)
- Canção para Titi: Os Inéditos 1993 (2000)
- Meu País (My Country) (1970), with Cecília Melo

### EP's
- Carlos Paredes (1957)
- Guitarradas Sob o Tema do Filme "Verdes Anos" (1963)
- Romance Nº 2 (1968)
- Fantasia (1968)
- Porto Santo (1968)
- António Marinheiro - Tema da Peça (1972)